# DN31
De DN31 (Drum Național 31 of Nationale weg 31) is een weg in Roemenië. Hij loopt van Ceacu bij Călărași naar Oltenița. De weg is 60 kilometer lang.